# Aïn Témouchent (tỉnh)
Aïn Témouchent (tiếng Ả Rập: ولاية عين تموشنت ) là một tỉnh ở tây bắc Algérie, được đặt tên theo tỉnh lỵ Aïn Témouchent.

## Các đơn vị hành chính
Tỉnh này gồm 8 huyện và 28 đô thị. Các huyện gồm:
- El Malah
- Hammam Bou Hadjar
- Béni Saf
- Aïn Kihel
- El Amria
- Aïn Larbaâ
- Oulhassa Gheraba
- Aïn Témouchent

Các đô thị tại tỉnh Aïn Témouchent gồm:
1. Aghlal
2. Aïn El Arbaa
3. Aïn Kihal
4. Aïn Témouchent
5. Aïn Tolba
6. Aoubellil
7. Beni Saf
8. Bou Zedjar
9. Chaabet El Ham
10. Chentouf
11. El Amria
12. El Emir Abdelkader
13. El Malah
14. El Messaid
15. Hammam Bouhadjar
16. Hassasna
17. Hassi El Ghella
18. Oued Berkeche
19. Oued Sabah
20. Ouled Boudjemaa
21. Ouled Kihal
22. Oulhaca El Gheraba
23. Sidi Ben Adda
24. Sidi Boumedienne
25. Sidi Safi
26. Tadmaya
27. Tamzoura
28. Terga